# Ellen Swallow Richards House
Das Ellen Swallow Richards House ist das ehemalige Wohnhaus von Ellen Swallow Richards in Boston im Bundesstaat Massachusetts der Vereinigten Staaten. Es wurde als National Historic Landmark in das National Register of Historic Places eingetragen und ist zugleich Contributing Property des Monument Square Historic District.

## Architektur
Das im Bostoner Stadtteil Jamaica Plain gelegene Einfamilienhaus war von 1876 bis 1911 das Wohnhaus von Ellen Swallow Richards und ist bis heute nach ihr benannt. Nur einen Block nordwestlich liegt der Jamaica Pond, der in den 1890er Jahren zum sogenannten Emerald Necklace hinzugefügt wurde. Das Haus besteht aus einem zweistöckigen Hauptteil und einem rückwärtigen, einstöckigen Anbau für die Küche und wurde vollständig aus Holz errichtet. Die Rückseite des Walmdachs des Hauptteils wird mittig von einer breiten Dachgaube durchbrochen, die über drei Fenster verfügt.
Als Ellen Swallow und Robert Hallowell Richards das Haus um 1875 erwarben, ließen sie es auf der Basis der neuesten Forschungserkenntnisse von Ellen Swallow Richards umfassend umbauen. Besonderen Wert legte sie dabei auf die Be- und Entwässerungssysteme, indem sie unter anderem die vorhandenen Bleirohre gegen solche ohne Blei ersetzte. Mittels einer Handpumpe in der Küche wurde ein Vorratstank im Obergeschoss befüllt, der die Badewanne und Toiletten versorgte. Richards bemühte sich darüber hinaus, dass die Stadt das Kanalsystem bis nach Jamaica Plain ausweitete.

## Historische Bedeutung
Das Haus erlangte seine heutige Bedeutung im Wesentlichen durch seine Eigentümerin Ellen Swallow Richards. Ihre technischen Innovationen der Sanitärtechnik führten zu erheblichen Verbesserungen im Bereich der Umwelthygiene, und ihre weiteren experimentellen Forschungsarbeiten begründeten die moderne Hauswirtschaftslehre. Ihre Arbeiten erweiterten zudem die damaligen Möglichkeiten für Frauen, in der Wissenschaft tätig zu werden; Richards selbst war die erste Frau in Amerika, die einen Abschluss von einer wissenschaftlichen Hochschule – namentlich vom renommierten Massachusetts Institute of Technology – erhielt.
In ihrem Wohnhaus richtete sie ein Laboratorium ein, das sie „Center for Right Living“ (deutsch Zentrum für richtiges Wohnen) nannte und für Experimente im Bereich der „Hauschemie“ – seit 1910 als Hauswirtschaft bezeichnet – nutzte. Sie untersuchte dabei unter kontrollierten und wissenschaftlichen Bedingungen praktisch alle Gegenstände, die für amerikanische Haushalte verfügbar waren, unter anderem Möbel, Lebensmittel, Haushaltsgeräte und Werkzeuge. Als Ergebnis ihrer Studien empfahl sie bspw. Designs für Soßenlöffel, um sie sowohl für Rechts- als auch für Linkshänder geeignet zu machen. Sie war eine der ersten Personen, in deren Haus sich ein privates Telefon befand, nachdem Alexander Graham Bell seine Erfindung 1876 in Boston vorgestellt hatte. Richards ersetzte Kohle, Holz und Öl durch Gas als Brennstoff für Lampen und Herd und sorgte dafür, dass ihr Haus als eines der ersten mit Elektrizität versorgt wurde, sodass sie von Gaslampen auf emissionsfreies und vergleichsweise sicheres elektrisches Licht umstellen konnte. Richards testete Produkte in einer Form, in der dies selbst die Hersteller nicht taten, und setzte stets die Qualität an oberste Stelle, während der Kaufpreis nachrangig war.